# 畑田駅
畑田駅（はただえき）は、香川県綾歌郡綾川町畑田にある、高松琴平電気鉄道琴平線の駅である。駅番号はK12。

## 駅構造
単式ホーム1面1線を有する。過去には行き違いができたが現在は棒線構造となっている。円座と同じく廃ホームが残る。無人駅。
自動券売機とIruCa簡易改札機が設置されている。駅舎はない。
駅裏につながるスロープの入り口と、相対式二面ホーム時代の名残として陶側ホーム端の階段スロープの入り口がある（踏切設備はないが、線路挟んだ反対側・廃ホームへつながる道との出入りに使われている）。

## 利用状況
2001年には、1日あたり467人の利用者数があったが、2017年には253人/日の利用まで減少している。
| 1日乗降人員推移 | 1日乗降人員推移 |
| 年度            | 1日平均人数     |
| --------------- | --------------- |
| 2011年          | 238             |
| 2012年          | 241             |
| 2013年          | 257             |
| 2014年          | 274             |
| 2015年          | 264             |
| 2016年          | 260             |
| 2017年          | 253             |
| 2018年          | 255             |
| 2019年          | 261             |
| 2020年          | 221             |

## 駅周辺
- 香川県道282号高松琴平線
- 旧琴電畑田変電所 - 1980年に供用中止されたが、建物は現存する。戦時中に施された迷彩塗装も確認出来る。
- 百十四銀行ATM - 旧綾南支店畑田出張所。2021年3月26日の営業最終日をもって円座支店にブランチインブランチとなった。

## 歴史
- 1926年12月21日 琴平電鉄の駅として開業[4]。
- 1943年11月1日 会社合併により高松琴平電気鉄道琴平線の駅となる。

## 隣の駅
高松琴平電気鉄道
■琴平線
挿頭丘駅（K11） - 畑田駅（K12） - 陶駅（K13）

## 画像

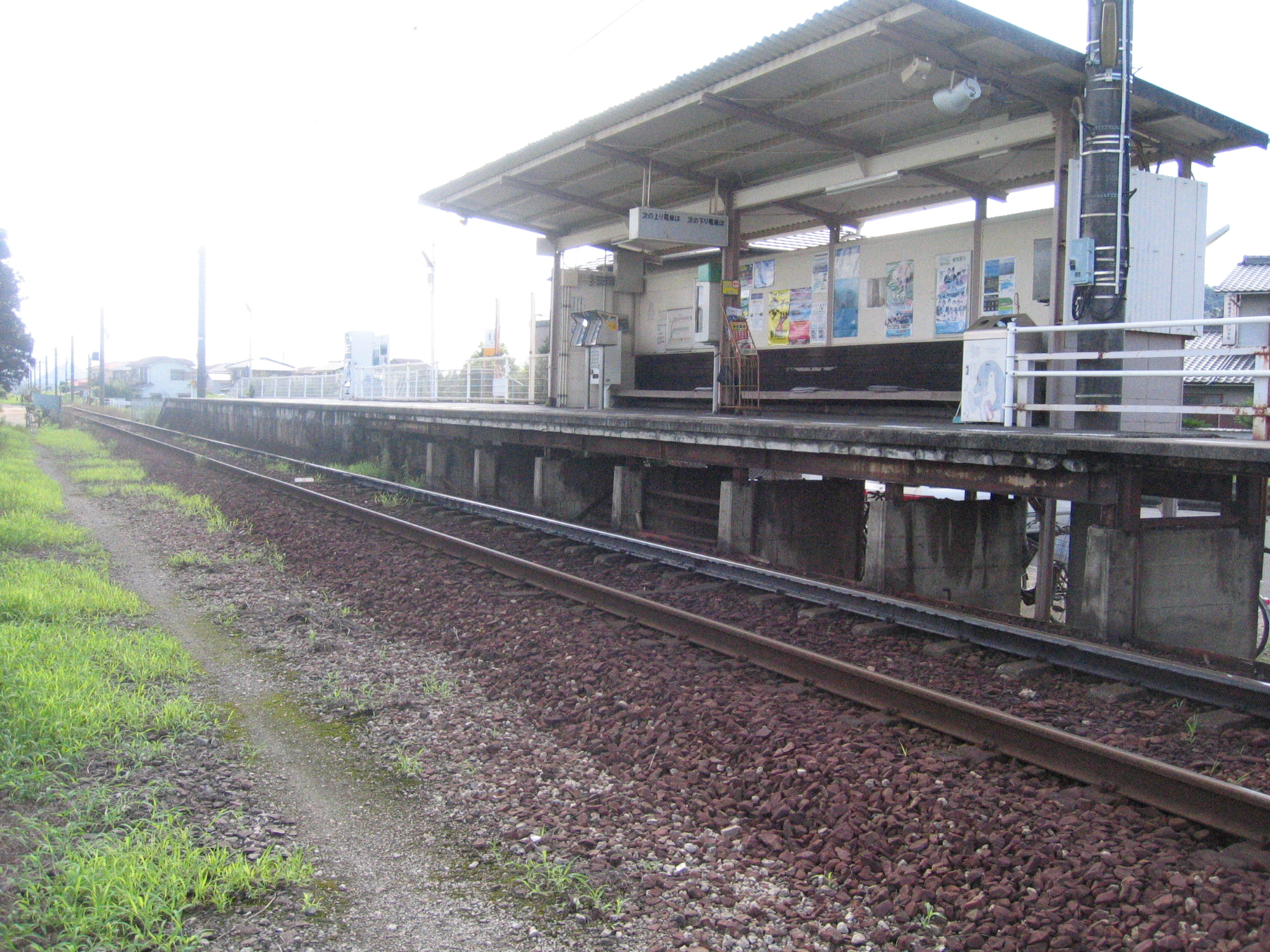
構内　挿頭丘方より 　陶側のホーム端にも出入口(2010年7月19日）
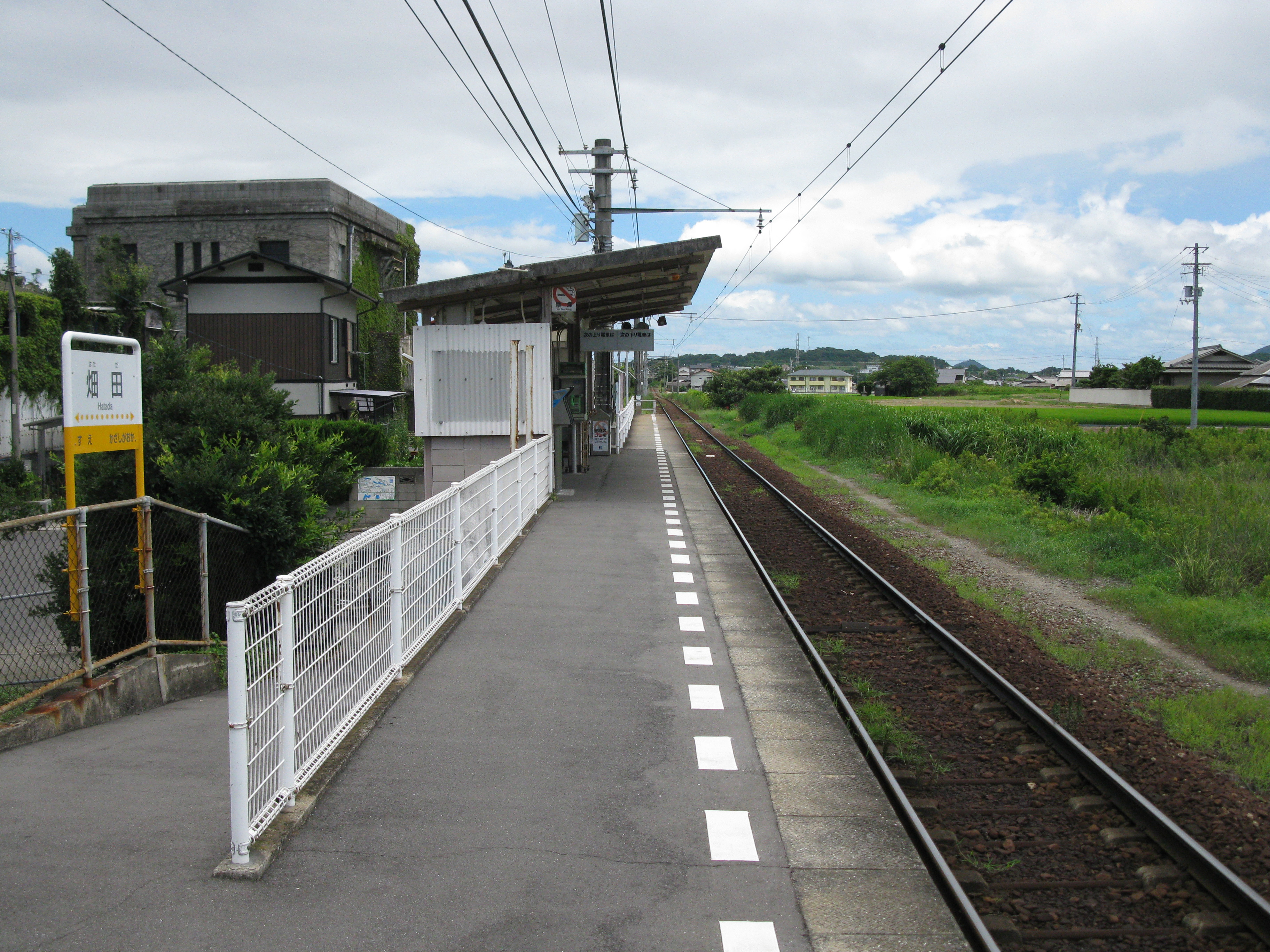
左手スロープ上がった構内　右手に廃ホーム跡　左手奥に旧琴電畑田変電所(2011年8月4日）
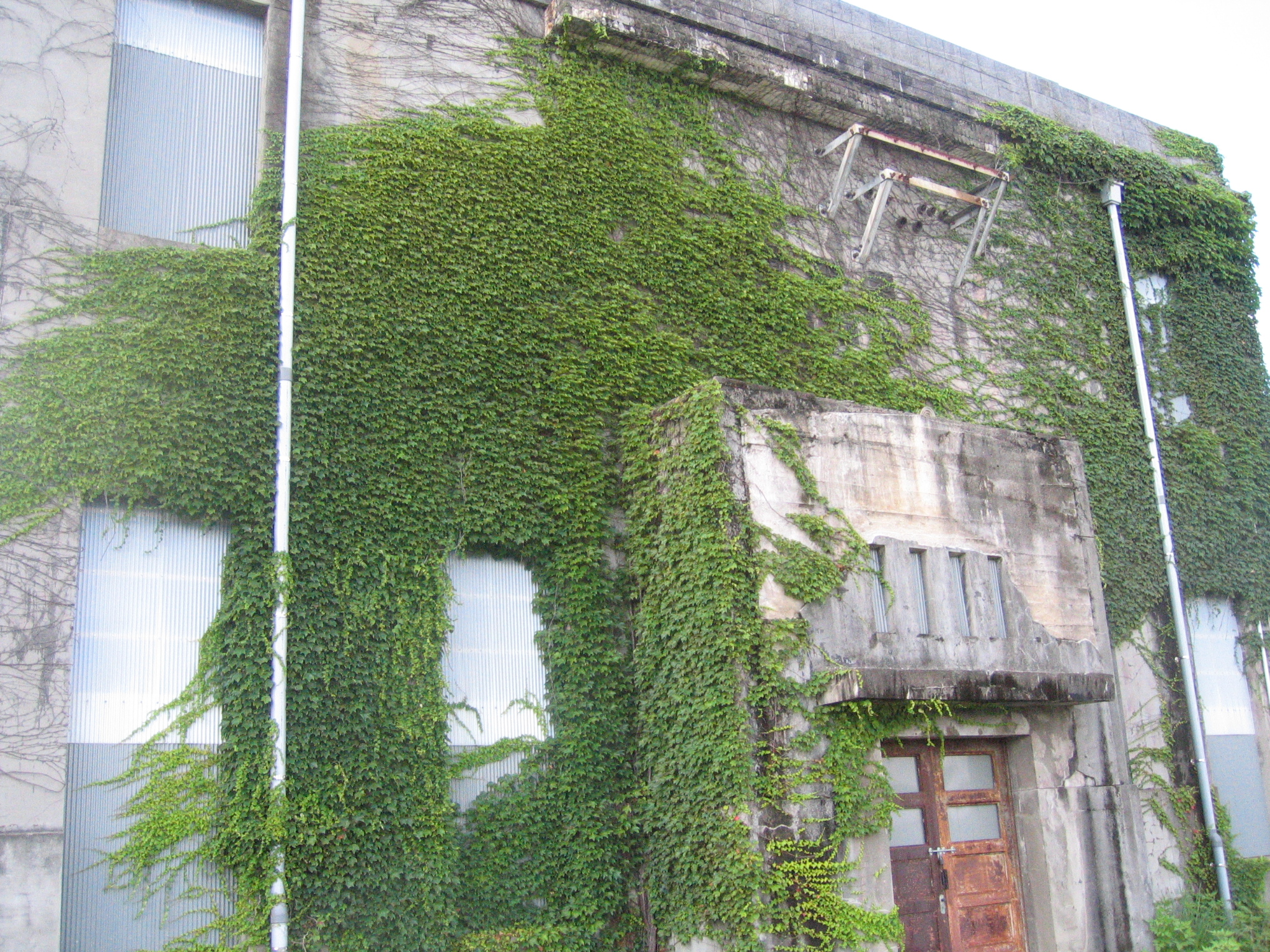
旧琴電畑田変電所